# Power theory of economics
La Power theory of economics, sviluppata da Yasuma Takada in una serie di lezioni all'Università di Kyoto alla fine degli anni ottanta, è basata principalmente su una critica all'economia mainstream e all'economia eterodossa alle teorie della disoccupazione, particolarmente dell'economia keynesiana e dell'economia marxista. Tale teoria si propone di conciliare il pensiero di Thorstein Veblen, Vilfredo Pareto e Joseph Schumpeter.
Takada si riferì alla teoria come un secondo ordine di approssimazione circa l'introduzione di una teoria sul materialismo economico visto come un passaggio verso una visione delle relazioni socio-economiche.